# Bay vào cõi mộng
Bay vào cõi mộng là một bộ phim hài - hành động - võ thuật - tâm lý của Việt Nam do Nguyễn Phương Điền làm đạo diễn, được khởi chiếu vào ngày 2 tháng 2 năm 2013. Phim có sự tham gia của những gương mặt nổi tiếng lẫy lừng Việt Nam cùng với một dàn nghệ sĩ hải ngoại đầy tên tuổi, cặp vợ chồng danh hài Kiều Oanh và Lê Huỳnh chính là điểm nổi bật nhất trong phim khiến nhiều khán giả tò mò đến rạp xem.

## Nội dung
Bộ phim kể về một cô gái hiền lành chân chất tên Thiên Kim, cô sinh ra trong một gia đình nghèo khó, mẹ cô phải đi giặt đồ thuê để nuôi hai chị em cô ăn học, còn ba cô suốt ngày say xỉn và cờ bạc chứ chẳng giúp ích gì cho vợ con. Hoàn cảnh gia đình quá khó khăn nên Kim vừa đi học vừa đi phụ việc trong nhà hàng với hi vọng kiếm tiền lo phần nào cho gia đình.
Kim dần dần bị mất ngủ trầm trọng do làm việc quá lao lực và học nhiều, cô hay ngủ gật trong giờ học cũng như khi làm việc nên thường bị giáo viên la rầy, bạn bè cười nhạo và quản lý nhà hàng mắng nhiếc. Nhưng sự mệt mỏi, uể oải và những đêm mất ngủ liên tiếp đã khiến Kim mắc một căn bệnh mộng du lạ thường, chính căn bệnh này đã giúp cô trở thành một cô gái có võ nghệ cao cường, làm được nhiều chuyện phi thường, khác hẳn tính cách lúc cô còn thức. Điều đặc biệt là Kim có thể ngủ với bất kỳ tư thế nào, thậm chí đang ngủ mà vẫn... mở mắt. Gã đại gia Tiến "sộp" trong nhà hàng và tên quái xế Bình "vù" có ý chọc ghẹo Kim nên bị cô dạy một bài học. Tối hôm đó, Tiến thuê giang hồ chặn đường bắt nạt Kim, nhưng anh chàng thanh niên tên Chí lì đã giải cứu cô.
Chí lì làm nghề sửa xe, rất giỏi võ và tốt bụng, từng là đàn em của hai vợ chồng xã hội đen Tony Đô và Linda. Chí sửa xe giúp Kim mà còn cho cô mượn xe về nhà, hai người dần dần có tình cảm với nhau. Khi biết mình đang mắc bệnh mộng du, Kim tìm đến bà giáo sư Thủy Linh để nhờ chữa bệnh, tuy nhiên bà Thủy Linh cũng chịu thua trước căn bệnh của Kim mặc dù đã làm nhiều cách. Tiến đến chỗ vợ chồng Tony Đô và Linda để nhờ hai người này giúp gã trừng trị Chí. Tony Đô liền cho một nhóm đàn em đuổi đánh Chí, may mắn là Kim giúp Chí chạy thoát.
Người bạn thân của Kim là Bích Ngọc cặp kè với Lâm công tử, tay công tử này mượn tiền Linda rồi sau đó không có tiền trả nên bán đứng Ngọc cho Linda. Linda bắt Ngọc làm tiếp viên trong vũ trường, tuy nhiên Chí và Kim đã đưa Ngọc trốn khỏi vũ trường. Tony Đô và Linda dẫn bọn đàn em đuổi theo. Cuối cùng, băng nhóm xã hội đen của Tony Đô và Linda bị Chí và Kim đánh bại. Sau này Kim nghỉ việc ở nhà hàng để đi phụ việc giáo sư Thủy Linh, Tiến bị ông chủ nhà hàng bắt rửa chén, còn Lâm công tử bị Linda đánh tơi tả ngoài đường. Ba Kim hứa rằng sẽ bỏ thói say xỉn, cờ bạc và sẽ sống tốt hơn với gia đình. Vào cảnh cuối phim, Chí và Kim hợp tác với nhau ngăn chặn hai tên cướp giật đồ của một người phụ nữ.

## Diễn viên
- Vĩnh Thuyên Kim vai Thiên Kim
- Lương Thế Thành vai Chí lì
- Nikki Dương Nhật Vi vai Bích Ngọc
- Kiều Oanh vai Giáo sư Thủy Linh
- Lê Huỳnh vai Ông Ẹ
- Tommy Ngô vai Tony Đô
- Lynda Trang Đài vai Linda
- Khánh Phương vai Lâm công tử
- Hải Băng vai Thúy "ngầu"
- Tấn Beo vai Tiến "sộp"
- Tấn Bo vai Phương "lừ đừ"
- Xuân Lan vai Hà "ớt hiểm"
- Hiếu Hiền vai Bình "vù"
- Whitney Huỳnh vai Thiên Ngân
- Mai Trần vai Ba của Thiên Kim
- Ngân Quỳnh vai Mẹ của Thiên Kim
- Thu Tuyết vai Bà Chín "còi tàu"
- Bùi Tấn Trường vai Anh chàng bán dừa
- Minh Thảo vai Bạn của Thiên Kim
- Lê Trác Long vai Bạn của Thiên Kim
- Hùng Cửu Long vai Đại gia trong vũ trường
- Bảo Ngọc vai My, bạn gái Bình "vù"
- Đặng Trung Tuấn vai Tên giang hồ
- Hồng Tài vai Ông bán bột chiên
- Hồng Anh vai Bà bán bánh mì

## Phê bình
Báo VTC: "Bay vào cõi mộng chứa đựng nhiều thông điệp cuộc sống. Bộ phim đề cập đến khá nhiều vấn đề thời sự của xã hội như: nạn buôn người, cờ bạc, rượu chè, ăn chơi thác loạn, đua xe trái phép, cho vay nặng lãi, bạo lực học đường… Qua đó phim cũng đề cao những tình cảm trong sáng giữa những bạn trẻ, những ước mơ giản dị về một cuộc sống tích cực và có ích cho xã hội. Với cách thể hiện nhẹ nhàng, hài hước xen kẽ với những cảnh quay hành động hấp dẫn, Bay vào cõi mộng được đánh giá là thích hợp cho nhiều đối tượng khán giả. Dù phim có đôi chỗ mất tự nhiên do khâu lồng tiếng nhưng về tổng thể, đây là bộ phim khá trong số các phim chiếu Tết với kịch bản chặt chẽ, tiết tấu phim nhanh và hấp dẫn".